# Black Wings (honkbal)
Black Wings was een Deurnese honk- en softbalvereniging die uitkwam in de KNBSB competitie. 
Sinds de oprichting 22 juni 1966 speelden de Black Wings hun wedstrijden in eerste instantie op een zelf aangelegd veldje bij De Klarinet in het Deurnese kerkdorp Zeilberg. Toen in 1968 voor de eerste keer de kampioensvlag kon worden gehesen stelde het toenmalige gemeentebestuur een nieuwe accommodatie in het vooruitzicht. Het werd sportpark “de Kranenmortel”. Het bestuur van de vereniging was gedwongen de club per 21 juni 1995 op te heffen omdat het niet langer kon beschikken over een passende accommodatie.